# Андраш Ваніє
Андраш Ваніє (угор. András Wanié, 23 квітня 1911 — 12 листопада 1976) — угорський плавець.
Призер Олімпійських Ігор 1932 року, учасник 1928 року.
Чемпіон Європи з водних видів спорту 1931 року, призер 1926, 1927 років.